# Walter Grond
Walter Grond (* 25. Mai 1957 in Mautern, Steiermark) ist ein österreichischer Schriftsteller.

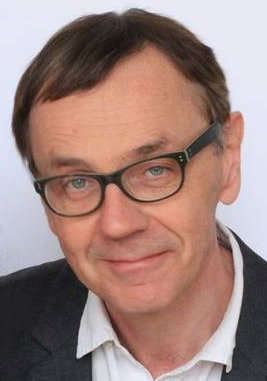
Walter Grond (2015)

## Einige Stationen
Walter Grond amtierte von 1976 bis 1980 als Mitherausgeber der Literaturzeitschrift Nebelhorn und war von 1980 bis 1982 Mitglied der Grazer Autorenversammlung. Ab den 1980er Jahren zählte er auch zur Grazer Gruppe. Seit dieser Zeit (1982) ist er als freiberuflicher Schriftsteller tätig. Ab 1986 übte er für fünf Jahre eine Beschäftigung im Lektorat des ORF Steiermark aus und gab den Mitschnitt. Literatur aus dem Landesstudio Steiermark mit heraus. Walter Grond war Mitglied der Lord Jim Lodge, eines Zusammenschlusses mehrerer Künstler, unter anderem von Jörg Schlick, Martin Kippenberger, Albert Oehlen, Max Gad, Walter Grond und dem Schriftsteller Wolfgang Bauer. Grond leitete 1987 bis 1995 das Literaturreferat des Forums Stadtpark. Anschließend amtierte er bis 1997 als Präsident. Während dieser Zeit erlebte Grond in seinem kulturpolitischen Engagement einige heftige Kontroversen. Nach Ende seiner Amtszeit verließ er Graz und lebt heute in Wien.
Walter Grond tritt nicht nur als Romancier und Essayist in Erscheinung, sondern befasst sich auch mit Projekten der Verknüpfung von Literatur und Internet. Das Projekt „taxis“ entstand im Umfeld von Gerfried Stocker, dem späteren Leiter des Ars Electronica Center in Linz (Oberösterreich). Wenig später beteiligte er sich am Aufbau des Internationalen Hauses der Autoren Graz (1997/98). Von 1991 bis 1993 gab Walter Grond die Literaturreihe „Essay“ im Grazer Droschl Verlag heraus. Von 1997 bis 2000 lehrte Walter Grond an der Hochschule für Angewandte Kunst Wien und am Germanistischen Institut der Universität Klagenfurt. Gleichzeitig arbeitete er am ICCM Salzburg (1997–2001) mit. 2002 war er literarischer Gast am Collegium Helveticum an der ETH Zürich und betreute das Projekt „Schreiben am Netz. Literatur im digitalen Zeitalter“. Seit 2005 bis 2012 leitete er die Europäische Plattform für Literatur readme.cc. Seit 2009 ist er der Künstlerische Leiter von Literaturhaus Europa und der Europäischen Literaturtage. Seit 2013 baute er mit Veronika Trubel die eljub Europäischen Jugendbegegnungen auf, die u. a. 2021 vom Europäischen Parlament mit dem Europäischen Bürgerpreis ausgezeichnet wurden.

## Preise und Auszeichnungen (Auswahl)
- 1980 Zweiter Preis des Literaturpreises des Autorenwettbewerbs der Zeitschrift Profil
- 1985 Theodor-Körner-Preis
- 1985 Franz-Nabl-Preis der Landeshauptstadt Graz (gemeinsam mit Michael Donhauser, von Peter Handke weitergereicht)
- 1991 Literaturpreis des Landes Steiermark
- 1998 Essaypreis des Rundfunksenders Österreich 1
- 2019 Niederösterreichischer Kulturpreis – Würdigungspreis in der Kategorie Literatur[4]

## Werke
- Die Geschichte einer wahren Begegnung. Edizione Esiliati, Civita de Bagnoreggio 1983.
- Landnahme. Roman. Hoffmann und Campe, Hamburg 1984.
- Labrys. Roman. Sonderzahl, Wien 1989.
- Das Feld. Roman. Droschl, Graz 1991.
- Stimmen. Ein Roman als Konzept. Drosch, Graz 1992.
- Der Schopenhauer. Ein Schauspiel. Kippenberger: Rotterdam 1994.
- Absolut Grond. Roman. Droschl, Graz 1994.
- Absolut Homer. Roman. Droschl, Graz 1995.
- Der Soldat und das Schöne. Roman. Haymon, Innsbruck 1998.
- Der Erzähler und der Cyberspace. Essay. Haymon, Innsbruck 1999.
- Old Danube House. Roman. Haymon, Innsbruck 2000.
- Almasy. Roman. 2002 (als dtv-Taschenbuch, 2005).
- Drei Männer. Novellen. Haymon, Innsbruck 2004.
- Die Khedivin, Unionsverlag, Zürich 2006.
- Der gelbe Diwan. Roman, Haymon, Wien und Innsbruck 2009, ISBN 978-3-8389-0121-3.
- Mein Tagtraum Triest. Roman, Haymon, Wien und Innsbruck 2012, ISBN 978-3-7099-7003-4.
- Wachauer Kirchen erzählen. Ein literarischer Ausflug zu den Kirchen der Wachau. Gemeinsam mit Veronika Trubel, Haymon, Wien und Innsbruck 2015, ISBN 978-3709972151
- Drei Lieben. Roman, Haymon, Wien und Innsbruck 2017, ISBN 978-3709972144
- Sommer ohne Abschied. Roman, Haymon, Wien und Innsbruck 2019, ISBN 978-3-7099-3451-7

## Herausgeber von Büchern
- mit Lukas Cejpek: Platon ade. Droschl, Graz 1990.
- Gipfelstürmer und Flachlandgeher. Vom neuen Erzählen. Essays und Dialoge. Haymon, Innsbruck 2001.
- mit Johannes Fehr (Hrsg.): Schreiben am Netz. Literatur im digitalen Zeitalter. 2 Bände. Haymon, Innsbruck 2003.
- mit Beat Mazenauer (Hrsg.): Das Wahre, Falsche, Schöne. Realityshow. Essays. Studienverlag/Haymon, Innsbruck-Wien-Bozen 2005.
- Draußen in der Wachau. Der etwas andere Reiseführer. 3 Bände. Haymon, Innsbruck 2011–2013.
- mit Beat Mazenauer (Hrsg.): Literaturhaus Europa: Literaturtrends. Bisher 2015 und 2016, Edition Rokfor Zürich 2015–2016.
- mit Beat Mazenauer und Veronika Trubel (Hrsg.): eljub E-Book Woche. Bisher 2015 bis 2020, Edition Rokfor Zürich 2015–2020.
- mit Veronika Trubel (Hrsg.): Erzähle mir von hier, ich erzähl dir von anderswo. Junge Schreibende über (gelingende) Integration. Karl Rauch Verlag Düsseldorf 2024, ISBN 978-3-7920-0289-6

## Herausgeber von Zeitschriften und Reihen
- Nebelhorn. Graz, 1976–1980
- Absolut. Graz, 1992–1994
- Liqueur im Standard. Wien/Graz, 1995–1996
- Mitschnitt. Literatur aus dem Studio Steiermark (mit Heinz Hartwig). Graz: Droschl, 1985–1990
- Herausgabe der Literaturreihe Essay. 34 Bände. Graz: Droschl, 1991–1997
- Lesen am Netz. Bücher, Websites. (mit Beat Mazenauer). Innsbruck/Wien: Studienverlag/Haymon